# Vokány, Baranya
Vokány este un sat în districtul Siklós, județul Baranya, Ungaria, având o populație de 882 de locuitori (2011). 

## Demografie
Componența etnică a satului Vokány
     Maghiari (81,9%)
     Germani (11,18%)
     Romi (5,96%)
     Alții (0,96%)
Componența confesională a satului Vokány
     Romano-catolici (53,74%)
     Reformați (15,99%)
     Fără religie (11,45%)
     Necunoscută (17,23%)
     Alte religii (2,15%)
Conform recensământului din 2011, satul Vokány avea 882 de locuitori. Din punct de vedere etnic, majoritatea locuitorilor (81,9%) erau maghiari, existând și minorități de germani (11,18%) și romi (5,96%).  Din punct de vedere confesional, majoritatea locuitorilor (53,74%) erau romano-catolici, existând și minorități de reformați (15,99%) și persoane fără religie (11,45%). Pentru 17,23% din locuitori nu este cunoscută apartenența confesională.